# IV Serie 1953-1954
La Quarta Serie 1953-1954 fu la seconda edizione di questa categoria calcistica italiana, e il sesto campionato interregionale disputato in Italia.
Il regolamento prevedeva otto gironi da sedici squadre, 128 in totale, ciascuno dei quali metteva in palio un posto per le finali nazionali che davano accesso alla Serie C, mentre erano eccezionalmente solo due le posizioni comportanti la retrocessione, dato che la FIGC aveva deliberato il 15 maggio 1953 l'allargamento dei gironi a 18 squadre, sia per equipararli a quelli delle categorie superiori, sia per alleggerire la pressione sulle troppe squadre di tradizione finite nelle leghe regionali in seguito al Lodo Barassi.

## Aggiornamenti
- Il Ferrovieri Calcio di Bologna ha rinunciato al campionato, cessando l'attività sportiva. Di conseguenza è stato radiato dai ruoli federali per inattività.[2] Al suo posto è stata riammessa in IV Serie la retrocessa Associazione Calcio Crema.
- La retrocessa Associazione Sportiva Cosenza è stata riammessa in IV Serie al posto della fallita A.C. Stabia.

## Girone A

### Classifica finale
|  | Pos. | Squadra        | Pt | G  | V  | N  | P  | GF | GS |
|  | ---- | -------------- | -- | -- | -- | -- | -- | -- | -- |
|  | 1.   | Aosta          | 40 | 30 | 17 | 6  | 7  | 42 | 34 |
|  | 2.   | Biellese       | 40 | 30 | 16 | 8  | 6  | 55 | 34 |
|  | 3.   | Pro Vercelli   | 36 | 30 | 13 | 10 | 7  | 50 | 31 |
|  | 3.   | Cuneo          | 36 | 30 | 14 | 8  | 8  | 44 | 31 |
|  | 5.   | Arsenalspezia  | 33 | 30 | 12 | 9  | 9  | 49 | 35 |
|  | 6.   | Borgosesia     | 30 | 30 | 12 | 6  | 12 | 46 | 37 |
|  | 6.   | Sestrese       | 30 | 30 | 11 | 8  | 11 | 41 | 41 |
|  | 6.   | Massese        | 30 | 30 | 9  | 12 | 9  | 36 | 38 |
|  | 6.   | Casale         | 30 | 30 | 12 | 6  | 12 | 45 | 48 |
|  | 10.  | Valenzana      | 29 | 30 | 12 | 5  | 13 | 37 | 42 |
|  | 11.  | Saluzzo        | 27 | 30 | 9  | 9  | 12 | 42 | 42 |
|  | 12.  | Fossanese      | 26 | 30 | 10 | 6  | 14 | 36 | 44 |
|  | 12.  | Rivarolese     | 26 | 30 | 9  | 8  | 13 | 37 | 56 |
|  | 14.  | Rapallo        | 24 | 30 | 7  | 10 | 13 | 39 | 44 |
|  | 15.  | Sestri Levante | 22 | 30 | 7  | 8  | 15 | 26 | 39 |
|  | 16.  | Albenga        | 21 | 30 | 7  | 7  | 16 | 27 | 56 |

Legenda:
      Qualificato alla fase finale.
      Retrocesso in Prima Promozione 1954-1955.
Regolamento:
Due punti a vittoria, uno a pareggio, zero a sconfitta.
Pari merito in caso di pari punti.
Note:
L'Aosta si è qualificato alla fase finale dopo aver battuto la ex aequo Biellese nello spareggio in campo neutro.

### Risultati

#### Spareggio per ammissione alla fase finale
|       | Risultati |          | Luogo e data             |
| ----- | --------- | -------- | ------------------------ |
| Aosta | 1-0       | Biellese | Vigevano, 25 aprile 1954 |
|       |           |          |                          |

## Girone B

### Classifica finale
|  | Pos. | Squadra           | Pt | G  | V  | N  | P  | GF | GS |
|  | ---- | ----------------- | -- | -- | -- | -- | -- | -- | -- |
|  | 1.   | Verbania Sportiva | 41 | 30 | 16 | 9  | 5  | 50 | 30 |
|  | 2.   | SNIA Varedo       | 40 | 30 | 15 | 10 | 5  | 58 | 36 |
|  | 3.   | Vigevano          | 38 | 30 | 15 | 8  | 7  | 41 | 31 |
|  | 4.   | Pro Sesto         | 35 | 30 | 15 | 5  | 10 | 62 | 40 |
|  | 4.   | Gallaratese       | 35 | 30 | 14 | 7  | 9  | 35 | 31 |
|  | 6.   | Meda              | 33 | 30 | 14 | 5  | 11 | 53 | 51 |
|  | 7.   | Saronno           | 31 | 30 | 10 | 11 | 9  | 27 | 29 |
|  | 8.   | Mariano Comense   | 30 | 30 | 12 | 6  | 12 | 42 | 45 |
|  | 9.   | Magenta           | 28 | 30 | 10 | 8  | 12 | 33 | 36 |
|  | 9.   | Luciano Manara    | 28 | 30 | 10 | 8  | 12 | 27 | 34 |
|  | 11.  | Pro Lissone       | 27 | 30 | 10 | 7  | 13 | 34 | 44 |
|  | 12.  | Rhodense          | 26 | 30 | 7  | 12 | 11 | 35 | 37 |
|  | 13.  | Villasanta        | 25 | 30 | 8  | 9  | 13 | 37 | 36 |
|  | 14.  | Abbiategrasso     | 24 | 30 | 8  | 8  | 14 | 41 | 49 |
|  | 15.  | Varese            | 23 | 30 | 7  | 9  | 14 | 36 | 51 |
|  | 16.  | Gravellona        | 16 | 30 | 4  | 8  | 18 | 29 | 60 |

Legenda:
      Qualificato alla fase finale.
      Retrocesso in Promozione 1954-1955.
Regolamento:
Due punti a vittoria, uno a pareggio, zero a sconfitta.
Pari merito in caso di pari punti.

## Girone C

### Classifica finale
Nota: l'A.S. Hellas era una società di Verona (incorporata dall'A.C. Verona nel 1958 a dare l'Hellas Verona), mentre l'U.C. Casalese, poi U.C. Casalese 1909, era un club di Casalmaggiore (CR).
|  | Pos. | Squadra            | Pt | G  | V  | N  | P  | GF | GS |
|  | ---- | ------------------ | -- | -- | -- | -- | -- | -- | -- |
|  | 1.   | Cremonese          | 45 | 30 | 18 | 9  | 3  | 50 | 22 |
|  | 2.   | Marzoli Palazzolo  | 43 | 30 | 15 | 13 | 2  | 53 | 25 |
|  | 3.   | Reggiana           | 36 | 30 | 14 | 8  | 8  | 58 | 39 |
|  | 4.   | Falck Vobarno      | 32 | 30 | 10 | 12 | 8  | 31 | 30 |
|  | 5.   | Ponte San Pietro   | 30 | 30 | 12 | 6  | 12 | 43 | 36 |
|  | 5.   | Cerea              | 30 | 30 | 10 | 10 | 10 | 35 | 30 |
|  | 7.   | Hellas             | 29 | 30 | 11 | 7  | 12 | 50 | 45 |
|  | 7.   | Legnago            | 29 | 30 | 12 | 5  | 13 | 42 | 44 |
|  | 7.   | Carpi              | 29 | 30 | 12 | 5  | 13 | 39 | 50 |
|  | 7.   | Adriese            | 29 | 30 | 11 | 5  | 14 | 39 | 48 |
|  | 7.   | Olimpia Caravaggio | 29 | 30 | 7  | 15 | 8  | 33 | 46 |
|  | 12.  | Casalese           | 26 | 30 | 8  | 10 | 12 | 28 | 36 |
|  | 13.  | Marzotto Manerbio  | 25 | 30 | 8  | 9  | 13 | 32 | 42 |
|  | 13.  | Fidenza            | 25 | 30 | 9  | 7  | 14 | 39 | 51 |
|  | 15.  | AC Ferrara         | 24 | 30 | 8  | 8  | 14 | 35 | 46 |
|  | 16.  | Crema              | 21 | 30 | 7  | 7  | 16 | 34 | 51 |

Legenda:
      Qualificato alla fase finale.
      Retrocesso in Promozione 1954-1955.
Regolamento:
Due punti a vittoria, uno a pareggio, zero a sconfitta.
Pari merito in caso di pari punti.

## Girone D

### Classifica finale
Nota: il "Vincenzo Lancia" era una società di Bolzano.
|  | Pos. | Squadra              | Pt | G  | V  | N  | P  | GF | GS |
|  | ---- | -------------------- | -- | -- | -- | -- | -- | -- | -- |
|  | 1.   | Bolzano              | 47 | 30 | 20 | 7  | 3  | 68 | 29 |
|  | 2.   | Mestrina             | 38 | 30 | 14 | 10 | 6  | 48 | 25 |
|  | 3.   | Sacilese             | 34 | 30 | 12 | 10 | 8  | 42 | 27 |
|  | 3.   | Pordenone            | 34 | 30 | 11 | 12 | 7  | 44 | 34 |
|  | 3.   | Dolo                 | 34 | 30 | 11 | 12 | 7  | 48 | 40 |
|  | 6.   | Schio                | 33 | 30 | 12 | 9  | 9  | 46 | 34 |
|  | 7.   | Trento               | 31 | 30 | 11 | 9  | 10 | 38 | 37 |
|  | 7.   | SAICI Torviscosa     | 31 | 30 | 12 | 7  | 11 | 40 | 48 |
|  | 9.   | Portogruaro          | 29 | 30 | 11 | 7  | 12 | 35 | 40 |
|  | 10.  | Olimpia Cittadella   | 27 | 30 | 9  | 9  | 12 | 28 | 33 |
|  | 10.  | Belluno              | 27 | 30 | 9  | 9  | 12 | 38 | 45 |
|  | 12.  | Vincenzo Lancia      | 25 | 30 | 6  | 13 | 11 | 29 | 41 |
|  | 13.  | CRDA Monfalcone      | 24 | 30 | 7  | 10 | 13 | 33 | 41 |
|  | 14.  | San Giovanni Trieste | 23 | 30 | 7  | 9  | 14 | 29 | 51 |
|  | 15.  | Pro Gorizia          | 23 | 30 | 7  | 9  | 14 | 28 | 39 |
|  | 16.  | Libertas Trieste     | 20 | 30 | 6  | 8  | 16 | 23 | 53 |

Legenda:
      Qualificato alla fase finale.
      Retrocesso in Promozione 1954-1955.
 Retrocessione diretta.
Regolamento:
Due punti a vittoria, uno a pareggio, zero a sconfitta.
Pari merito in caso di pari punti.
Note:
San Giovanni salvo dopo aver vinto lo spareggio contro la ex aequo Pro Gorizia.
La Pro Gorizia fu poi riammessa in IV Serie.

### Risultati

#### Spareggio salvezza
|                      | Risultati |             | Luogo e data               |
| -------------------- | --------- | ----------- | -------------------------- |
| San Giovanni Trieste | 1-0       | Pro Gorizia | Monfalcone, 25 aprile 1954 |
|                      |           |             |                            |

## Girone E

### Classifica finale
|  | Pos. | Squadra            | Pt | G  | V  | N  | P  | GF | GS |
|  | ---- | ------------------ | -- | -- | -- | -- | -- | -- | -- |
|  | 1.   | Prato              | 44 | 30 | 19 | 6  | 5  | 63 | 23 |
|  | 2.   | Perugia            | 41 | 30 | 17 | 7  | 6  | 59 | 31 |
|  | 3.   | Sansepolcro        | 40 | 30 | 17 | 6  | 7  | 46 | 30 |
|  | 4.   | Solvay Rosignano   | 35 | 30 | 13 | 9  | 8  | 44 | 27 |
|  | 5.   | Cecina             | 32 | 30 | 14 | 4  | 12 | 39 | 32 |
|  | 5.   | Pistoiese          | 32 | 30 | 13 | 6  | 11 | 36 | 36 |
|  | 5.   | Faenza             | 32 | 30 | 12 | 8  | 10 | 39 | 39 |
|  | 8.   | Foligno            | 30 | 30 | 9  | 12 | 9  | 37 | 32 |
|  | 8.   | Città di Castello  | 30 | 30 | 12 | 6  | 12 | 33 | 39 |
|  | 10.  | Forlì              | 28 | 30 | 11 | 6  | 13 | 28 | 38 |
|  | 11.  | Siena              | 27 | 30 | 9  | 9  | 12 | 32 | 30 |
|  | 12.  | Minatori Perticara | 26 | 30 | 9  | 8  | 13 | 27 | 39 |
|  | 13.  | Le Signe           | 23 | 30 | 8  | 7  | 15 | 31 | 40 |
|  | 13.  | Grosseto           | 23 | 30 | 8  | 7  | 15 | 31 | 47 |
|  | 15.  | Pontedera          | 20 | 30 | 6  | 8  | 16 | 28 | 53 |
|  | 16.  | Cesena             | 15 | 30 | 6  | 3  | 21 | 25 | 62 |

Legenda:
      Qualificato alla fase finale.
      Retrocesso in Promozione 1954-1955.
Note:
Due punti a vittoria, uno a pareggio, zero a sconfitta.

## Girone F

### Classifica finale
NOTA: la S.S. Sanlorenzartiglio era una società di Roma.
|  | Pos. | Squadra           | Pt | G  | V  | N  | P  | GF | GS |
|  | ---- | ----------------- | -- | -- | -- | -- | -- | -- | -- |
|  | 1.   | BPD Colleferro    | 45 | 30 | 18 | 9  | 3  | 71 | 46 |
|  | 2.   | Chinotto Neri     | 40 | 30 | 15 | 10 | 5  | 51 | 31 |
|  | 3.   | Pescara           | 39 | 30 | 17 | 5  | 8  | 54 | 34 |
|  | 4.   | Ascoli            | 33 | 30 | 14 | 5  | 11 | 56 | 43 |
|  | 5.   | Sanlorenzartiglio | 31 | 30 | 12 | 7  | 11 | 47 | 51 |
|  | 5.   | Sangiorgese       | 31 | 30 | 11 | 9  | 10 | 36 | 41 |
|  | 7.   | Ancona            | 30 | 30 | 11 | 6  | 13 | 40 | 40 |
|  | 7.   | L'Aquila          | 30 | 30 | 11 | 8  | 11 | 36 | 37 |
|  | 9.   | Fabriano          | 28 | 30 | 11 | 6  | 13 | 43 | 44 |
|  | 9.   | Chieti            | 28 | 30 | 9  | 10 | 11 | 32 | 42 |
|  | 11.  | Sora              | 27 | 30 | 11 | 5  | 14 | 40 | 37 |
|  | 11.  | Romulea           | 27 | 30 | 8  | 11 | 11 | 33 | 37 |
|  | 13.  | Castelfidardo     | 26 | 30 | 8  | 10 | 12 | 32 | 45 |
|  | 14.  | Fermana           | 25 | 30 | 8  | 9  | 13 | 37 | 48 |
|  | 15.  | Sulmona           | 25 | 30 | 8  | 9  | 13 | 32 | 45 |
|  | 16.  | Vigor Senigallia  | 17 | 30 | 6  | 5  | 19 | 32 | 58 |

Legenda:
      Qualificato alla fase finale.
      Retrocesso in Promozione 1954-1955.
 Retrocessione diretta.
Regolamento:
Due punti a vittoria, uno a pareggio, zero a sconfitta.
Pari merito in caso di pari punti.
Note:
Sulmona retrocesso dopo aver perso gli spareggi contro la ex aequo Fermana.

### Risultati

#### Spareggi salvezza
L'ulteriore spareggio fu una ripetizione, necessaria secondo le regole del periodo.
|         | Risultati |         | Luogo e data            |
| ------- | --------- | ------- | ----------------------- |
| Fermana | 0-0       | Sulmona | Pescara, 25 aprile 1954 |
|         |           |         |                         |
| Fermana | 2-1       | Sulmona | Foligno, 2 maggio 1954  |
|         |           |         |                         |

## Girone G

### Classifica finale
|  | Pos. | Squadra                | Pt | G  | V  | N  | P  | GF | GS |
|  | ---- | ---------------------- | -- | -- | -- | -- | -- | -- | -- |
|  | 1.   | Foggia                 | 42 | 30 | 19 | 4  | 7  | 61 | 30 |
|  | 2.   | Cirio                  | 40 | 30 | 17 | 6  | 7  | 52 | 29 |
|  | 3.   | Avellino               | 34 | 30 | 13 | 8  | 9  | 58 | 39 |
|  | 4.   | Torres                 | 33 | 30 | 13 | 7  | 10 | 47 | 42 |
|  | 5.   | Turris                 | 32 | 30 | 10 | 12 | 8  | 33 | 28 |
|  | 6.   | Iglesias               | 31 | 30 | 10 | 11 | 9  | 54 | 37 |
|  | 6.   | Montevecchio           | 31 | 30 | 14 | 3  | 13 | 37 | 34 |
|  | 8.   | Monticchio Potenza     | 30 | 30 | 10 | 10 | 10 | 35 | 33 |
|  | 9.   | Ilva Bagnolese         | 29 | 30 | 10 | 9  | 11 | 39 | 39 |
|  | 10.  | Cavese                 | 28 | 30 | 11 | 6  | 13 | 39 | 40 |
|  | 10.  | Puteolana              | 28 | 30 | 10 | 8  | 12 | 42 | 65 |
|  | 12.  | Campobasso             | 26 | 30 | 10 | 6  | 14 | 38 | 45 |
|  | 12.  | Frosinone              | 26 | 30 | 12 | 2  | 16 | 32 | 46 |
|  | 12.  | F. Di Biagio Terracina | 26 | 30 | 10 | 6  | 14 | 35 | 53 |
|  | 15.  | Nocerina               | 25 | 30 | 11 | 3  | 16 | 31 | 44 |
|  | 16.  | Olbia                  | 19 | 30 | 5  | 9  | 16 | 33 | 62 |

Legenda:
      Qualificato alla fase finale.
      Retrocesso in Promozione 1954-1955.
Regolamento:
Due punti a vittoria, uno a pareggio, zero a sconfitta.
Pari merito in caso di pari punti.

## Girone H

### Classifica finale
|  | Pos. | Squadra          | Pt | G  | V  | N  | P  | GF | GS |
|  | ---- | ---------------- | -- | -- | -- | -- | -- | -- | -- |
|  | 1.   | Bari             | 48 | 30 | 20 | 8  | 2  | 50 | 17 |
|  | 2.   | Enna             | 40 | 30 | 18 | 4  | 8  | 37 | 16 |
|  | 3.   | Reggina          | 35 | 30 | 14 | 7  | 9  | 50 | 35 |
|  | 4.   | Molfetta         | 34 | 30 | 13 | 8  | 9  | 49 | 29 |
|  | 5.   | Trapani          | 32 | 30 | 13 | 6  | 11 | 43 | 38 |
|  | 6.   | Nissena          | 31 | 30 | 12 | 7  | 11 | 41 | 30 |
|  | 6.   | Marsala          | 31 | 30 | 12 | 7  | 11 | 46 | 37 |
|  | 6.   | Trani            | 31 | 30 | 12 | 7  | 11 | 35 | 34 |
|  | 6.   | Cosenza          | 31 | 30 | 12 | 7  | 11 | 32 | 39 |
|  | 10.  | Audace Cerignola | 30 | 30 | 11 | 8  | 11 | 33 | 34 |
|  | 11.  | Crotone          | 28 | 30 | 10 | 8  | 12 | 46 | 50 |
|  | 12.  | Matera           | 27 | 30 | 11 | 5  | 14 | 38 | 42 |
|  | 13.  | Brindisi         | 26 | 30 | 10 | 6  | 14 | 34 | 48 |
|  | 13.  | Paolana          | 26 | 30 | 8  | 10 | 12 | 31 | 58 |
|  | 15.  | SS Gela (-1)     | 20 | 30 | 6  | 9  | 15 | 22 | 40 |
|  | 16.  | Ostuni (-1)      | 8  | 30 | 2  | 5  | 23 | 27 | 67 |

Legenda:
      Qualificato alla fase finale.
      Retrocesso in Promozione 1954-1955.
 Poi campione nazionale di categoria.
Regolamento:
Due punti a vittoria, uno a pareggio, zero a sconfitta.
Pari merito in caso di pari punti.
Note:
Gela e Ostuni penalizzati con la sottrazione di 1 punto in classifica.
Il Crotone si è ritirato ed è poi stato riammesso in IV Serie.

## Fase finale

### Girone A

#### Classifica
|  | Pos. | Squadra           | Pt | G | V | N | P | GF | GS |
|  | ---- | ----------------- | -- | - | - | - | - | -- | -- |
|  | 1.   | Cremonese         | 7  | 6 | 3 | 1 | 2 | 8  | 5  |
|  | 2.   | Bolzano           | 7  | 6 | 3 | 1 | 2 | 8  | 8  |
|  | 3.   | Aosta             | 6  | 6 | 2 | 2 | 2 | 6  | 6  |
|  | 4.   | Verbania Sportiva | 4  | 6 | 2 | 0 | 4 | 8  | 11 |

Legenda:
      Promosso in Serie C 1954-1955.
Regolamento:
Due punti a vittoria, uno a pareggio, zero a sconfitta.
Pari merito in caso di pari punti.
Note:
Cremonese ammessa alle finali scudetto dopo aver vinto lo spareggio pool con il Bolzano.

### Girone B

#### Classifica
|  | Pos. | Squadra        | Pt | G | V | N | P | GF | GS |
|  | ---- | -------------- | -- | - | - | - | - | -- | -- |
|  | 1.   | Bari           | 8  | 6 | 3 | 2 | 1 | 12 | 8  |
|  | 1.   | Prato          | 8  | 6 | 4 | 0 | 2 | 9  | 3  |
|  | 1.   | BPD Colleferro | 8  | 6 | 3 | 2 | 1 | 10 | 5  |
|  | 4.   | Foggia         | 0  | 6 | 0 | 0 | 6 | 2  | 17 |

Legenda:
      Qualificato alle finali supplementari.
Regolamento:
Due punti a vittoria, uno a pareggio, zero a sconfitta.
Pari merito in caso di pari punti.

#### Spareggi supplementari
|            | Risultati |            | Luogo e data           |
| ---------- | --------- | ---------- | ---------------------- |
| Prato      | 1-1       | Bari       | Roma, 13 giugno 1954   |
| Colleferro | 0-3       | Prato      | Roma, 19 giugno 1954   |
| Bari       | 2-1       | Colleferro | Napoli, 27 giugno 1954 |
|            |           |            |                        |

##### Classifica
|  | Pos. | Squadra        | Pt | G | V | N | P | GF | GS |
|  | ---- | -------------- | -- | - | - | - | - | -- | -- |
|  | 1.   | Bari           | 3  | 2 | 1 | 1 | 0 | 3  | 2  |
|  | 2.   | Prato          | 3  | 2 | 1 | 1 | 0 | 4  | 1  |
|  | 3.   | BPD Colleferro | 0  | 2 | 0 | 0 | 2 | 1  | 5  |

Legenda:
      Promosso in Serie C 1954-1955.
Regolamento:
Due punti a vittoria, uno a pareggio, zero a sconfitta.
Pari merito in caso di pari punti.
Note:
Bari ammesso alle finali scudetto dopo aver vinto lo spareggio pool con il Prato.

##### Spareggio per l'accesso alle finali scudetto
Il campo fu designato mediante sorteggio.
|      | Risultati |       | Luogo e data        |
| ---- | --------- | ----- | ------------------- |
| Bari | 5-0       | Prato | Bari, 4 luglio 1954 |
|      |           |       |                     |

## Finale scudetto
|           | Risultati |           | Sede e data             |
| --------- | --------- | --------- | ----------------------- |
| Cremonese | 2 - 2     | Bari      | Cremona, 11 luglio 1954 |
| Bari      | 2 - 0     | Cremonese | Bari, 18 luglio 1954    |
|           |           |           |                         |